# Kyros Vassaras
Kyros Vassaras (1 de febrero de 1966) es un ex-árbitro de fútbol griego. Además del arbitraje trabaja como agente de viajes en Salónica.
Vassaras es árbitro internacional FIFA desde 1998, siendo su debut internacional en 1999 durante un duelo amistoso de Austria vs. San Marino. Este mismo año fue escogido como árbitro para el Mundial Sub-17 de Nueva Zelanda.
Vassaras es uno de los doce árbitros principales en la Eurocopa 2008.
- Datos: Q518640